# Тимінський Іван
Тимі́нський Іва́н (*1852 — †1902) — громадський і політичний діяч, фінансист, один з перших національно свідомих діячів на Буковині, який спричинився до перемоги народовців над москвофілами (1884). Брат Тимінського Тараса. 
Основоположник товариства «Народний Дім» у Чернівцях, часопису «Буковина» (1885), посол до буковинського сейму з 1890. Друкував статті у «Ділі», «Буковині».